# Бакланово (Демидовский район)
 Бакланово— деревня в Смоленской области России, в Демидовском районе. Расположена в северо-западной части области в 28 км к север-северо-востоку от Демидова, на берегу Баклановского озера.
Население — 195 жителей (2007 год). Административный центр Баклановского сельского поселения.

## Достопримечательности
- 2 кургана на берегу Баклановского озера.
- Неолитическая стоянка.
- Средняя школа (не функционирует[1]), почта.
- Высотка, бывшая немецкой позицией во времена Второй мировой войны.
- Ряд пляжей и мест туристических стоянок.